# قهقهه (شهر)

برای کاربردهای دیگر این واژه، قهقهه را ببینید.
قَهقَهه (به ترکمنی: Kaka، قاقا) شهری است در استان آخال ترکمنستان و در نزدیکی مرز ایران. این شهر مرکز شهرستان قهقهه است و راه‌آهن سراسری خزر از آن می‌گذرد. جنگل طبیعی پسته خواجه در ایران مشرف به شهر قهقهه است.
در حال حاضر خرابه‌های شهر باستانی ابیورد در و هفت کیلومتری غرب قهقهه در حاشیه سمت راست جاده واقع شده است،
برخی از پیران محلی نام این شهر را برگرفته از نام یک شاه محلی می‌دانند و برخی دیگر از واژه قهقهه (خنده عمیق) فارسی می‌دانند، به این تعبیر که این محل، سرزمینی شاد است.
در جریان جنگ داخلی روسیه، در تاریخ ۲۸ اوت و ۱۱ و ۱۸ سپتامبر ۱۹۱۸ نبردی میان منشویک‌های آن‌سوی خزر و بلشویک‌های تاشکند در قهقهه درگرفت که نیروهای ارتش هند بریتانیا هم در آن درگیر بودند.